# Henrik Berregaard
Henrik Berregaard (28. januar 1783 på Kølbygård – 27. april 1876 i København) var en dansk officer og opvartende kammerherre hos kong Frederik VII, far til Ferdinand Henrik Berregaard.
Han var søn af Frederik Berregaard til Kølbygård, Vesløsgård og Borreby og dennes første hustru, Sophie Antoinette Augusta f. Sehested af Broholm. Fra 1799-1804 gik han i det Schouboeske Institut, 1804 blev han kornet ved husarerne, 1807 sekondløjtnant i Garden til Hest, 1809 kammerjunker, 1811 premierløjtnant, 1814 ritmester, 1831 fik han majors anciennitet og 1833 majors karakter; ved arméomorganisationen 1842 blev han afskediget som oberstløjtnant. I 1848 fik han kammerherrenøglen og blev som en fortrolig ungdomsbekendt af Frederik VII knyttet til dennes hof som opvartende kammerherre hos kongen med bopæl på Christiansborg; 1862 blev han Kommandør af Dannebrog.
I 1815 havde han ægtet Anne Marie Christiane Beck (1796-1849), datter af kancelliråd Peter Beck til Kongsdal. Berregaard døde i den høje alder af over 93 år 27. april 1876.